# David Schiffman

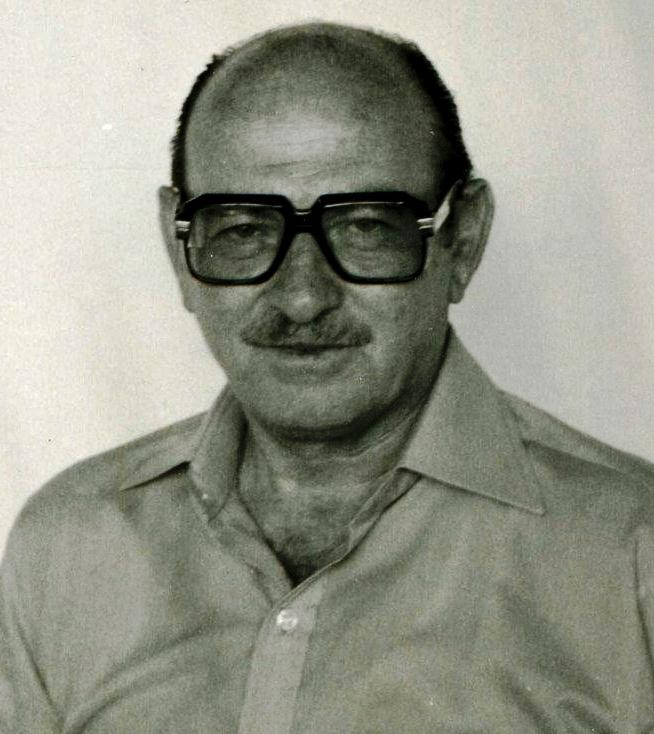
David Schiffman

David Schiffman (hebräisch דוד שיפמן , * 14. April 1923 in Warschau, Republik Polen; † 18. Oktober 1982 in Tel Aviv-Jaffa, Israel) war ein israelischer Geschäftsmann und Politiker. Er war in der 19. Regierung vom 11. August 1981 bis zum 18. Oktober 1982 stellvertretender Verkehrsminister in Israel. Er war Mitglied der Knesset für den Likud von 1981 bis zu seinem Tod am 18. Oktober 1982. In der Knesset rückte Ariel Weinstein für Schiffman nach.

## Leben
Im Alter von zwei Jahren wanderte er mit seiner Familie nach Palästina ein, wo er in der Jeschiwa erzogen wurde. Anschließend besuchte er das Lehrerseminar in Jerusalem. Er war Mitglied der Bne Akiwa Jugendbewegung und gründete später die Bne Akiwa in Kfar Haroeh (hebräisch כְּפַר הָרֹאֶ"ה, lit. Haroeh-Dorf, H-R-A-H ist ein acronym für HaRav Avraham HaCohen Kook). Während seines Wehrdienstes bei den Israelischen Streitkräften diente er in der Militärpolizei (hebräisch חֵיל הַמִּשְׁטָרָה הַצְּבָאִית, Cheil HaMishtara HaTzva'it).
Von 1968 bis 1974 leitete Schiffman ein Unternehmen für Hotelversorgung. Zwischen 1957 und 1972 stand Schiffman der
Vereinigung der Kaufleute in Israel (hebräisch התאחדות הסוחרים בישראל) vor und engagierte sich in der Israelischen Liberalen Partei, wo er bald aufstieg. Mitglied im ZK der Liberalen Partei trat Schiffman 1964 für den Stadtrat Tel Avivs an und wurde gewählt. Der Stadtrat wählte ihn 1974 zum stellvertretenden Bürgermeister, wobei er für die Ressorts Jugend und Bau verantwortlich zeichnete. Als Vertreter der Stadt saß er in Vorständen der Elektrizitätsgesellschaft Israels und der Betreibergesellschaft der Ajalon-Schnellstraße. Bei den Knessethwahlen 1981 kandidierte Schiffman für die Liberale Partei, damals mit Cheruth und weiteren Parteien in der Listenvereinigung Likkud verbunden, und wurde gewählt. Schiffman starb nach langer Krankheit im Ichilov-Krankenhaus in Tel Aviv.
Eine Brücke über Ajalon-Schnellstraße, Ajalon und Nord-Süd-Hauptbahn nahe dem Bahnhof Tel Aviv Savidor Merkaz trägt Schiffmans Namen.